# Luoma
Luoma eller Luomajärvi är en sjö i Finland. Den ligger i kommunen Ruovesi i landskapet Birkaland, i den södra delen av landet, 220 km norr om huvudstaden Helsingfors. Luoma ligger 129,9 meter över havet. I omgivningarna runt Luoma växer i huvudsak barrskog. Arean är 80,1 hektar och strandlinjen är 9,3 kilometer lång. Sjön  ingår i Kumo älvs huvudavrinningsområde. 